# Liricas Analas
Liricas Analas war eine Schweizer Hip-Hop-Gruppe aus Graubünden, welche ihre Liedertexte in rätoromanischer Sprache im Idiom Sursilvan schreibt. Die Band besteht aus drei MCs (Flepp, Orange, Jusht) und einem DJ (David Suivez oder Suivez, früher auch bekannt als DJ Suit). David Suivez und Adrian Candinas produzieren die Beats.

## Geschichte
1999 entstand die Band in ihrer Urformation mit fünf MCs und zwei DJs (Renzo „Orange“ Hendry, Adrian „Spoon“ Candinas, Pius „PDDP“ Venzin, Johannes „Jusht“ Just und Roman „Flepp“ Flepp als MCs sowie DJ Gionson und David „DJ Suit“ Suivez), die ihre eigenen Texte schreiben. Das erste Konzert fand 2001 in Dieni statt.
Die Band engagiert sich für die Erhaltung der rätoromanischen Sprache in der Schweiz.
Mit Analogia veröffentlichten sie 2004 das erste rätoromanische Rap-Album überhaupt.
2006 wurde das zweite Album der Liricas Analas, AnalFaBad, veröffentlicht. Mit ihrem Hit Siemis landeten sie vorne in den Viva-Videocharts. Der Videoclip dazu wurde in der Therme Vals gedreht.
Nach AnalFaBad legte die Band eine Schaffenspause ein, in der verschiedene Mitglieder ihren Soloprojekten nachgingen. PDDP stieg aus der Crew aus und ist jetzt nach einem Soloalbum mit der Band The Swiss Avengers erfolgreich. Adrian „Spoon“ Candinas ist seither nicht mehr als MC tätig, blieb aber Produzent.
Am 6. März 2009 folgte das Album Analectrica, welches von aktuellen Trends der elektronischen Musik und Impulsen aus Hip-Hop, Funk und Rock beeinflusst wurde. Die Band nennt ihren Stil „Disco-Rap“. Das dritte veröffentlichte Album erreichte in der ersten Woche Platz 13 der Schweizer Hitparade. Für den Swiss Music Awards wurden die Liricas als Best Newcomer nominiert.
Im Juni 2012 erschien das vierte Studioalbum Analium, das genreübergreifend den Bogen vom klassischen Hip-Hop über die elektronische Musik bis zum Achtziger-Jahre-Disco spannt. Das Album erreichte Platz 8 der Schweizer Hitparade.
Im Juli 2021 erklärte die Band auf Social Media ihr Karriereende. Es werde noch zwei Konzerte und ein Album geben, danach werde sich die Band auflösen. Im Februar 2022 erschien das Album Liricas Analas.

## Diskografie

### Alben
- 2004: Analogia
- 2006: AnalFaBad
- 2009: Analectrica
- 2012: Analium
- 2016: Banalitad
- 2022: Liricas Analas

### Singles
- 2006: Siemis
- 2009: Back cun Slang
- 2009: Miu de
- 2009: Hop la Hop
- 2012: In en Dus
- 2012: Disco Sissis
- 2021: Fiug
- 2022: Larmas dultschas

### Weitere Veröffentlichungen
- 2011: Hop la Hop – Samplerbeitrag Bock uf Rap (BMMP)
- 2012: Renaissance Party Trip feat. Marcus Aurelius – Samplerbeitrag Bock uf Rap 2 (BMMP)